# Ateuchus hendrichsi
Ateuchus hendrichsi är en skalbaggsart som beskrevs av Kohlmann 1996. Ateuchus hendrichsi ingår i släktet Ateuchus och familjen bladhorningar. Inga underarter finns listade.